# 拉美莫爾的露琪亞
《拉美莫爾的露琪亞》（義大利語：Lucia di Lammermoor）是葛塔諾·董尼采第（Gaetano Donizetti）以沃爾特·司各特（Walter Scott）的史實小說《拉美莫爾的新娘》（The Bride of Lammermoor）為劇本所譜寫的一部三幕歌劇。該劇故事內容為英國蘇格蘭安妮女王（於十七世紀晚期繼任威廉三世之王位）時代，互為世仇的兩大家族阿斯顿家族（Ashtons）和雷文斯伍德家族（Ravenswoods）間所發生的愛情悲劇。
故事開始時阿斯顿家族已握有強大勢力，同時還佔有原為雷文斯伍德家族的城堡，雷文斯伍德家族的唯一繼承人埃德加（Sir Edgardo di Ravenswood）被迫遷居至遠方海邊的一座殘破塔樓（Wolf's Crag）。雖然阿斯顿家族已是勝利者，但仍受到當時宗教信仰及政治環境的威脅，其家族首領恩里科勋爵（Lord Enrico Ashton）希望能透過其妹露琪亚（Lucia Ashton）與其政治救星阿图罗勋爵（Lord Arturo Bucklaw）的婚姻來維護阿斯顿家族的既有政治勢力，但卻因露琪亚與埃德加早已相愛且私定終身，因而引發連串的衝突、誤會以及最後的悲劇收場。
該劇於1835年9月26日在義大利那不勒斯聖卡洛劇院（Teatro San Carlo）首演，董尼采悌於1839年將該劇改編為法文版，同年於巴黎文藝復興劇院（Théâtre de la Renaissance）演出，該劇原僅被視為專供花腔女高音展示技巧之曲目，第二次世界大戰後，少數擁有高度技巧之女高音如瑪麗亞·卡拉絲（Maria Callas）及瓊·蘇莎蘭（Dame Joan Sutherland）以其傑出表現賦予了該劇在眾多悲劇中之榮耀地位，從此《拉美莫爾的露琪亞》成為世界各大歌劇院的常備曲目之一，同時在北美地區之二十齣演出次數最多的曲目中名列十三，時至今日仍為義大利美聲歌劇之代表作之一。

## 劇中人物（註）[2]
| 人物                                           | 聲部                    | 描述 |
| ---------------------------------------------- | ----------------------- | --- |
| 露琪亚（Lucia）                                | 花腔女高音              | 露琪亚·阿斯顿，與埃德加相戀，卻因其兄恩里科勋爵的摆弄而放棄與埃德加間的愛情，導致最後的悲劇。           |
| 恩里科（Enrico）                               | 男中音                  | 恩里科·阿斯顿勋爵，拉美莫爾（Lammermoor）的領主，露琪亚之兄，欲藉露琪亚的政治婚姻鞏固其家族勢力。       |
| 埃德加（Edgardo）                              | 男高音                  | 埃德加·雷文斯伍德，雷文斯伍德家族僅存後裔，與露琪亚相戀，最後殉情自殺。                                 |
| 阿图罗（Arturo）                               | 男高音                  | 阿图罗·巴克洛，露琪亚政治婚姻的新郎，在婚禮當天遭精神錯亂的露琪亚殺害。                                 |
| 雷蒙德（Raimondo）                             | 男低音                  | 雷蒙德·拜德本，露琪亚的牧師與精神導師，雖力勸眾人和平共處，但仍站在恩里科之一方，協助說服露琪亚嫁阿图罗 |
| 艾丽莎（Alisa）                                | 次女高音                | 露琪亚的摯友                                                                                            |
| 诺尔曼（Normanno）                             | 男高音                  | 恩里科的侍衛隊隊長，暗戀露琪亚，與恩里科密謀拆散露琪亚與埃德加，最後死於埃德加的侍衛劍下                |
| 衛隊士兵 （第一幕第一景）                      | 合唱團 （男聲部）       | 诺尔曼的衛隊士兵，在城堡近郊飲酒作樂、搜尋露琪亚                                                        |
| 婚禮賓客與舞者 （第二幕第二景、 第三幕第二景） | 合唱團 （混聲）、舞者   | 參加露琪亚與阿图罗婚禮的賓客及舞者                                                                      |
| 埃德加侍衛 （第二幕第二景）                    | 合唱團 （男聲部）、舞者 | 護衛埃德加，诺尔曼死於其劍下                                                                            |
| 送葬隊伍 （第三幕第三景）                      | 合唱團 （男聲部）       | 為露琪亚送葬的拉美莫爾（Lammermoor）民眾                                                                |
| 拉美莫爾民眾 （第三幕第三景）                  | 合唱團 （女聲部）       | 在送葬隊伍後方為露琪亚哀悼的拉美莫爾（Lammermoor）民眾                                                  |

## 劇情

### 第一幕

#### 第一景：雷文斯伍德城堡近郊
一群衛隊士兵正在城堡近郊飲酒作樂，侍衛隊隊長诺尔曼進場制止並要求他們搜尋可疑的入侵者，他懷疑入侵者應該是埃德加並告訴本來即對埃德加心懷敵意的恩里科，埃德加的目的是來私會露琪亚。士兵們確認入侵者的確是埃德加，恩里科表達了他對埃德加的憎恨並誓言他將終止埃德加和露琪亚間的關係。

#### 第二景：城堡旁公園入口之噴泉邊
露琪亚在噴泉邊等待著埃德加，她告訴她的摯友艾丽莎她看到一位就在此地被雷文斯伍德祖先殺害的女孩的幽靈。艾丽莎告訴露琪亚幽靈的出現是警告她必須放棄對埃德加的愛戀。埃德加依約定出現，但卻為了一項政治任務必須立即趕赴法國，他期望能與恩里科和平共處並與露琪亚成婚，雖然露琪亚認為這是不可能的事，但埃德加與露琪亚仍立下婚姻的誓言並交換戒指以為彼此的信物。

### 第二幕

#### 第一景：雷文斯伍德城堡內恩里科的房間
雷文斯伍德城堡內為露琪亚與阿图罗即將到來的婚禮正進行準備中，恩里科擔心露琪亚是否真的願意屈服並成婚，他和 诺尔曼偽造了一封埃德加寫給新戀人的情書交給露琪亚，讓露琪亚誤以為埃德加已忘了她且移情別戀，恩里科離去後，露琪亚的牧師雷蒙德接續勸說露琪亚，期許她為了阿斯顿家族的未來應捨棄對埃德加的誓言並嫁給阿图罗，露琪亚在無奈中同意了婚事。

#### 第二景：雷文斯伍德城堡大廳
大廳中眾人正歡唱著婚禮頌歌，阿图罗來到大廳準備進行與露琪亚的婚禮，露琪亚舉止怪異，但恩里科解釋這是因為 露琪亚仍在哀悼母親的逝世。阿图罗愉快地簽了婚約，接著露琪亚無助且不情願地簽了字，露琪亚方落筆，埃德加突然在兩名侍衛的保護下出現在大廳，隨即引發了衝突，雷蒙德攔阻了埃德加與恩里科間一觸即發的戰鬥，同時出示了露琪亚簽署的婚約要埃德加知難而退，埃德加詛咒露琪亚的不忠，要求退還彼此視為信物之戒指，並憤怒地將戒指踐踏在地上後即欲離開大廳，此時恩里科的侍衛隊隊長诺尔曼及其衛隊士兵群起圍攻，混戰中诺尔曼於埃德加的侍衛劍下身亡，埃德加隨即離開了現場。

### 第三幕

#### 第一景：海邊塔樓（Wolf's Crag）
恩里科獨自造訪埃德加要求以決鬥解決彼此的衝突，並謊稱露琪亚正愉悅地享受新婚生活，最後埃德加同意了恩里科的要求，並約在黎明時前往海邊塔樓附近的雷文斯伍德家族墓園進行決鬥。

#### 第二景：雷文斯伍德城堡大廳
當大廳中眾人仍高興地慶祝婚禮時，雷蒙德阻止了歡宴並告訴眾人露琪亚似乎已失去理智，還殺了她的新郎阿图罗。露琪亚離開新房回到大廳，她幻想著即將與埃德加快樂地進行婚禮，恩里科原仍想責難露琪亚，但發現露琪亚的精神狀況後而懊悔不已，最後露琪亚精神完全崩潰。

Francesco Bagnara於1844年為第三幕第三景所設計的場景（Civica Raccolta Stampe Bertarelli Milan）

#### 第三景：雷文斯伍德家族墓園
為解脫失去露琪亚的痛苦，埃德加思索著在決鬥時故意死於恩里科的劍下，當他發現露琪亚已不在人世的事實且眾人正因此哀悼後，埃德加以一把短劍自戕，期待與露琪亚在天堂再度相會。而拉美莫爾民眾則在一旁祈求上天寬恕這場悲劇。

## 著名樂段

### 六重唱
歌劇史上最重要的六重唱“Chi mi frena in tal momento”（這一刻什麼在制止著我）出現在第二幕第二景，董尼采悌讓劇中六個主要人物各自述說自己的心情譜寫而成此曲，再加上合唱團“Come rosa inaridita”（像朵枯萎的玫瑰）的烘托，將全劇在此景推向高潮。埃德加既憤怒於眼前所發生的一切卻同時又表達對露琪亚始終不悔的愛意；恩里科一方面無法抑制他的的怒火卻又對於操控摆弄妹妹的情感而感到懊悔；露琪亚感到所有人都辜負了她，受盡折磨卻欲哭無淚；雷蒙德慨嘆露琪亚所受的苦難與委屈；艾丽莎悲詠露琪亚正如一朵凋零中的玫瑰；阿图罗則只能感歎這可怕的時刻。

### 露琪亚瘋狂場景
露琪亚瘋狂場景“Il dolce suono...Spargi d'amaro pianto”自董尼采悌完成本劇後已成為眾花腔女高音的競技場，更成為少數著名女高音如瓊·蘇莎蘭（Dame Joan Sutherland）之代表作。幾乎所有飾演露琪亚的女高音都在瘋狂場景的末段自行增添了裝飾奏，但通常僅僅是為了展現傳統的美聲唱法與技巧，穿插了大量的顫音、波音（mordent）、組音（turns/gruppetto）、以及華彩樂段（cadenza），然而知名女高音瑪麗亞·卡拉絲（Maria Callas）在此景加上了裝飾音則是為表達其對該曲與場景獨到的詮釋。於結尾之處，多以高音降E（High E-flat）收尾，較特出之女高音如Ruth Welting 及Mariella Devia 則能以原著版本高音F結束，因而博得樂迷的讚嘆與激賞。

## 樂段列表
| 1. Preludio 第一幕 2. Percorrete le spiaggie vicine 3. Tu sei turbato! 4. Cruda, funesta smania (Enrico) 5. La pietade in suo favore (Enrico) 6. Ancor non giunse! (Lucia) 7. Regnava nel silenzio (Lucia) 8. Quando rapito in estasi (Lucia) 9. Egli s'avanza (Alisa, Edgardo, Lucia) 10. Sulla tomba che rinserra (Edgardo, Lucia) 11. Qui di sposa eterna...Ah! Verrano a te sull'aure (Edgardo, Lucia) | 第二幕 12. Lucia, fra poco a te verrà 13. Appressati, Lucia 14. Il pallor funesto, orrendo 15. Soffriva nel pianto 16. Che fia 17. Se tradirmi tu potrai 18. Ebben? - Di tua speranza 19. Ah! cedi, cedi (Raimondo) 20. Al ben de'tuoi qual vittima (Raimondo) 21. Per te d'immenso giubilo 22. Dov'è Lucia? 23. Chi mi frena in tal momento (六重唱) 24. T'allontana sciagurato | 第三幕 25. Orrida è questa notte 26. Qui del padre ancor respira 27. D'immenso giubilo 28. Ah! cessate quel contento 29. Oh! qual funesto avvenimento! 30. Oh, giusto cielo!...Il dolce suono (Lucia; 瘋狂場景) 31. Ohimè! sorge il tremendo fantasma 32. S'avanza Enrico 33. Spargi d'amaro pianto 34. Si tragga altrove 35. Tombe degli avi miei (Edgardo) 36. Fra poco a me ricovero 37. Oh meschina! 38. Tu che a Dio spiegasti l'ali (Edgardo) |

## 線上試聽
（意大利文）Lucia di Lammermoor: 全曲試聽 （页面存档备份，存于） 於 Magazzini-Sonori （页面存档备份，存于）